# Наусикаја од Ветровите Долине
Наусикаја од Ветровите Долине (транслит.) јесте манга коју је написао и илустровао Хајао Мијазаки. Објављивала се од 9. јануара 1982 до 10. фебруара 1994. године у магазину Animage. Поглавља су сакупљена у седам тома. Наслов је адаптиран у анимирани филм који је изашао 11. марта 1984. године.

## Радња
Прича прати Наусикају, принцезу малог краљевства на пост-апокалиптичној земљи са токсичним екосистемом, која постаје умешана у рат између краљевстава док природна катастрофа прети човечанству.

## Списак томова
| Бр. | Првобитни датум издања | Првобитни     | Датум издања на српском | на српском        |
| --- | ---------------------- | ------------- | ----------------------- | ----------------- |
| 1   | 25. септембар 1982.    | 4-19-773581-2 | 26. децембар 2024.      | 978-86-82942-10-8 |
| 2   | 20. јул 1983.          | 4-19-773582-0 | 26. децембар 2024.      | 978-86-82942-11-5 |
| 3   | 15. децембар 1984.     | 4-19-775514-7 | 13. март 2025.          | 978-86-82942-16-0 |
| 4   | 31. март 1987.         | 4-19-777551-2 | 11. април 2025.         | 978-86-82942-17-7 |
| 5   | 29. март 1991.         | 4-19-771061-5 | 11. април 2025.         | 978-86-82942-18-4 |
| 6   | 16. новембар 1993.     | 4-19-773120-5 | 29. мај 2025.           | 978-86-82942-21-4 |
| 7   | 15. децембар 1994.     | 4-19-770025-3 | 11. јун 2025.           | 978-86-82942-22-1 |